# Dakota County, Nebraska
Dakota County är ett administrativt område i delstaten Nebraska, USA, beläget i Sioux Citys storstadsområde intill Missourifloden. Vid 2010 års folkräkning hade countyt 21 006 invånare. Den administrativa huvudorten (county seat) är Dakota City och den största staden är South Sioux City.

## Geografi
Enligt United States Census Bureau har countyt en total area på 692 km². 682 km² av den arean är land och 10 km² är vatten. 

### Angränsande countyn
- Union County, South Dakota - nord
- Woodbury County, Iowa - öst
- Thurston County - syd
- Dixon County - väst